# جادر وولنی اسپیندلر
جادر وولنی اسپیندلر (به پرتغالی: Jader Volnei Spindler) مهاجم اهل برزیل است که در شهر Venancio Aires و در تاریخ ۱۸ ژانویهٔ ۱۹۸۲ به دنیا آمده‌است.
جادر وولنی اسپیندلر در تیم‌های فوتبال Defensor Sporting سابقهٔ حضور دارد.